# FDP Bremen
Die FDP Bremen ist der Landesverband der Freien Demokratischen Partei im Land Freie Hansestadt Bremen.

## Geschichte

### BDV und FDP
Nach dem Zweiten Weltkrieg gründete sich 1945 die Bremer Demokratische Volkspartei (BDV) als liberale und bürgerliche Partei. Viele liberale Landesparteien gingen 1947/48 in der 1947 gegründeten FDP auf – bis auf die BDV. In Bremen kam es nicht zuletzt deshalb zu einer Abspaltung von der BDV: Die Hollmann-Grabau-Gruppe trat am 13. Februar 1947 der Bremer FDP bei, da ihr die politische Ausrichtung der stark wirtschaftlich orientierten BDV missfiel. Seit 1949 trat diese Gruppe als Landesverband der FDP auf. Erst als die Hollmann-Grabau-Gruppe 1951 zur BDV zurückkehrte, gelang die Vereinigung der Bremer Liberalen in der gemeinsamen Partei FDP.
Bürgermeister Theodor Spitta, Senator Hermann Apelt, Wilhelm Böhmert und Senator Hermann Wenhold hatten in der seit 1945 in der Bremischen Bürgerschaft und im Senat der Freien Hansestadt Bremen vertretenen BDV große Bedeutung. Im ersten Senat (6. Juni 1945 bis zum 1. August 1945) nach dem Zweiten Weltkrieg stellte der BDV mit Theodor Spitta den Bürgermeister und Justizsenator sowie mit Hermann Apelt den Senator für Wirtschaft, Häfen und Verkehr und mit Hermann Wenhold und Ludwig Hillmann ab 13. Juni 1945 den Finanzsenator und Bausenator. Weitere prägende liberale Politiker der Anfangszeit waren Georg Borttscheller, Wilhelm Nolting-Hauff und Ulrich Graf.
In der Ernannten Bremischen Bürgerschaft von 1946 war der BDV mit 20 Abgeordneten vertreten. Der BDV stellte im Senat Kaisen I vom 1. August 1945 bis 28. November 1946 mit Theodor Spitta den Bürgermeister und Justizsenator, Hermann Wenhold den Finanzsenator, Ludwig Hillmann den Bausenator und Hermann Apelt den Senator für Wirtschaft, Häfen und Verkehr. Am 30. März 1946 schied Hermann Wenhold aus dem Amt des Finanzsenators aus. Der spätere FDP-Politiker Wilhelm Nolting-Hauff wurde als Parteiloser neuer Finanzsenator.
Bei der ersten Bürgerschaftswahl am 13. Oktober 1946 erhielt der BDV 18,3 Prozent der Stimmen und stellte damit in der 1. Wahlperiode der Bürgerschaft zwölf Abgeordnete. Gemeinsam mit SPD und KPD bildete der BDV eine Koalition. Im Senat Kaisen II wurde Theodor Spitta Bürgermeister und Senator für Justiz, Verfassung und kirchliche Angelegenheiten und Hermann Apelt Senator für Häfen, Schifffahrt, Wirtschaft und Arbeit. Am 17. Dezember 1946 wurde Hermann Apelt in seiner Funktion als Senator für Häfen, Schifffahrt, Wirtschaft und Arbeit durch den SPD-Politiker Hermann Wolters abgelöst.
Bei den Wahlen zur Bürgerschaft 1947 erzielten BDV und FDP zusammen 19,4 Prozent der Stimmen und stellten insgesamt 17 Abgeordnete. Gegenüber der ersten Wahl gewannen BDV und FDP zusammen 1,1 Prozentpunkte hinzu. Die BDV/FDP-Fraktion bildete gemeinsam mit der SPD eine sozialliberale Koalition. Im Senat Kaisen III wurde Theodor Spitta stellvertretender Präsident des Senats, Bürgermeister und Senator für Justiz, Verfassung und kirchliche Angelegenheiten. Hans Meineke wurde Senator für Gesundheit sowie für Wohnungswesen, Hermann Apelt Senator für Häfen und Schifffahrt. Der Senator für Ernährung und Landwirtschaft Erhard Heldmann schied am 14. September 1949 aus seinem Amt aus.

### Ab 1951
Bei der Bürgerschaftswahl in Bremen 1951 erzielte die FDP 11,8 Prozent und stellte zwölf Abgeordnete, gegenüber der Bürgerschaftswahl 1947 verlor sie – bei Berücksichtigung des BDV-Ergebnisses von 1947 – 7,6 Prozentpunkte und fünf Abgeordnetensitze. Gemeinsam mit SPD und CDU bildete sie eine Koalition. Im Senat Kaisen IV wurde Theodor Spitta stellvertretender Präsident des Senats, Bürgermeister und Senator für Justiz, Verfassung und kirchliche Angelegenheiten. Wilhelm Nolting-Hauff wurde Senator für Finanzen, Hermann Apelt Senator für Häfen, Schifffahrt und Verkehr und Gustav Wilhelm Harmssen Senator für Wirtschaftsforschung und Außenhandel. Am 25. März 1953 wurde Gustav Wilhelm Harmssen in seiner Funktion als Senator für Wirtschaftsforschung und Außenhandel durch Ludwig Helmken abgelöst.
Bei der Bürgerschaftswahl 1955 erzielte die FDP 8,6 Prozent und acht Abgeordnetensitze, gegenüber der vorherigen Wahl verlor sie 3,2 Prozentpunkte und vier Mandate. Gemeinsam mit SPD und CDU setzte sie die Koalition fort. Im Senat Kaisen V stellte die FDP mit Wilhelm Nolting-Hauff den Senator für Finanzen und mit Ludwig Helmken den Senator für Außenhandel.

### Sozialliberale Zeit
Die Bürgerschaftswahl in Bremen 1959 endete für die FDP mit 7,2 Prozent und sieben Mandaten. Gegenüber der vorherigen Wahl waren Verluste in Höhe von 1,4 Prozentpunkten und einem Sitz zu verzeichnen. Gemeinsam mit der SPD bildete die FDP eine sozialliberale Koalition. Im Senat Kaisen VI wurde Ulrich Graf Senator für Justiz und Verfassung, Wilhelm Nolting-Hauff Senator für Finanzen und Georg Borttscheller Senator für Häfen, Schifffahrt und Verkehr. Johann Diedrich Noltenius löste Wilhelm Nolting-Hauff am 9. Mai 1962 als neuer Senator für Finanzen ab.
Bei der Bürgerschaftswahl in Bremen 1963 konnte sich die FDP erstmals seit 16 Jahren steigern. Mit einem Ergebnis von 8,4 Prozent erhielt die FDP acht Sitze in der neuen Bürgerschaft. Gegenüber der Wahl 1959 konnte die FDP 1,2 Prozentpunkte und einen Sitz hinzugewinnen. Sie setzte die Koalition mit der SPD fort. Im Senat Kaisen VII stellte die FDP mit Ulrich Graf den Senator für Justiz, Verfassung und kirchliche Angelegenheiten, mit Johann Diedrich Noltenius den Senator für Finanzen sowie mit Georg Borttscheller den Senator für Häfen, Schifffahrt und Verkehr. Am 20. Juli 1965 wurde die Koalition durch die Bildung eines neuen Senats unter Willy Dehnkamp fortgesetzt. Im Senat Dehnkamp blieben die bisherigen FDP-Senatoren in ihren Ämtern. Am 19. Januar 1966 löste Rolf Speckmann den Finanzsenator Johann Diedrich Noltenius ab.
Die Bürgerschaftswahl in Bremen 1967 endete mit einem Ergebnis von 10,5 Prozent und zehn Sitzen. Gegenüber der vorherigen Wahl konnte die FDP 2,1 Prozentpunkte sowie zwei Sitze hinzugewinnen. Sie setzte die Koalition mit der SPD fort. Im Senat Koschnick I stellte die FDP mit Ulrich Graf als Senator für Justiz, Verfassung und kirchliche Angelegenheiten, Rolf Speckmann als Finanzsenator, sowie Georg Borttscheller als Senator für Häfen, Schifffahrt und Verkehr drei Senatoren. Am 1. Juni 1971 wurde Rolf Speckmann in seinem Amt als Senator für Finanzen durch Oskar Schulz (SPD) abgelöst.

### Oppositionszeit
Wegen der politischen Ausrichtung der 1971 gegründeten Universität Bremen beendete die FDP die Koalition mit der SPD. Die drei FDP-Senatoren traten am 1. Juni 1971 zurück. Bei der danach folgenden Bürgerschaftswahl in Bremen 1971 büßte die FDP 3,4 Prozentpunkte und drei Sitze ein und erreichte ein Ergebnis von 7,1 Prozent und sieben Mandaten.
Die Bürgerschaftswahl in Bremen 1975 endete für die FDP mit einem Ergebnis von 13,0 Prozent. Die FDP stellte somit 13 Sitze in der neuen Bürgerschaft. Gegenüber der Bürgerschaftswahl 1971 konnte sie 5,9 Prozentpunkte und sechs Sitze hinzugewinnen. Sie blieb Oppositionspartei, da die SPD ihre absolute Mandatsmehrheit knapp verteidigen konnte. Bei der Bürgerschaftswahl in Bremen 1979 konnte die FDP 10,7 Prozent und elf Sitze erzielen. Gegenüber der Wahl 1975 verlor sie 2,3 Prozentpunkte und zwei Sitze.
Bei der Bürgerschaftswahl in Bremen 1983 verpasste die FDP mit einem Ergebnis von 4,6 Prozent erstmals in ihrer Geschichte den Einzug in die Bürgerschaft. Gegenüber der vorherigen Wahl verlor sie 6,1 Prozentpunkte. Bei der Bürgerschaftswahl in Bremen 1987 konnte die FDP mit einem Ergebnis von 10,0 Prozent – einem Zugewinn von 5,4 Prozentpunkten – und zehn Mandaten wieder in die Bürgerschaft zurückkehren.

### Ampelkoalition
Die Bürgerschaftswahl in Bremen 1991 endete für die Bremer Liberalen mit einem Ergebnis von 9,5 Prozent. Gegenüber der Bürgerschaftswahl 1987 verlor die FDP 0,5 Prozentpunkte. Sie konnte jedoch die zehn Abgeordnetensitze halten. Gemeinsam mit SPD und der Partei „Die Grünen“ (ab 1993: Bündnis 90/Die Grünen) bildete sie die erste „Ampelkoalition“ in einem deutschen Land. Im Senat Wedemeier III stellte die FDP mit Claus Jäger den stellvertretenden Präsident des Senats und Bürgermeister und Senator für Wirtschaft, Mittelstand und Technologie und mit Friedrich van Nispen den Senator für Inneres und Sport. Am 2. November 1993 wurde Claus Jäger als stellvertretender Präsident des Senats und Bürgermeister durch den Grünen-Politiker Ralf Fücks abgelöst. Im Zuge der sog. Piepmatzaffäre zerbrach die Ampelkoalition.

### Neuere Oppositionszeit
Die Bürgerschaftswahl in Bremen 1995 endete für die FDP mit einem Ergebnis von 3,4 Prozent. Sie verpasste damit den erneuten Einzug in die Bürgerschaft. Gegenüber der Wahl 1991 verlor sie 6,1 Prozentpunkte. Die darauf folgende Bürgerschaftswahl 1999 endete für die FDP mit einem Ergebnis von 2,5 Prozent – einem Verlust von 0,9 Prozentpunkten – und blieb weiterhin ohne Vertretung im Landesparlament.

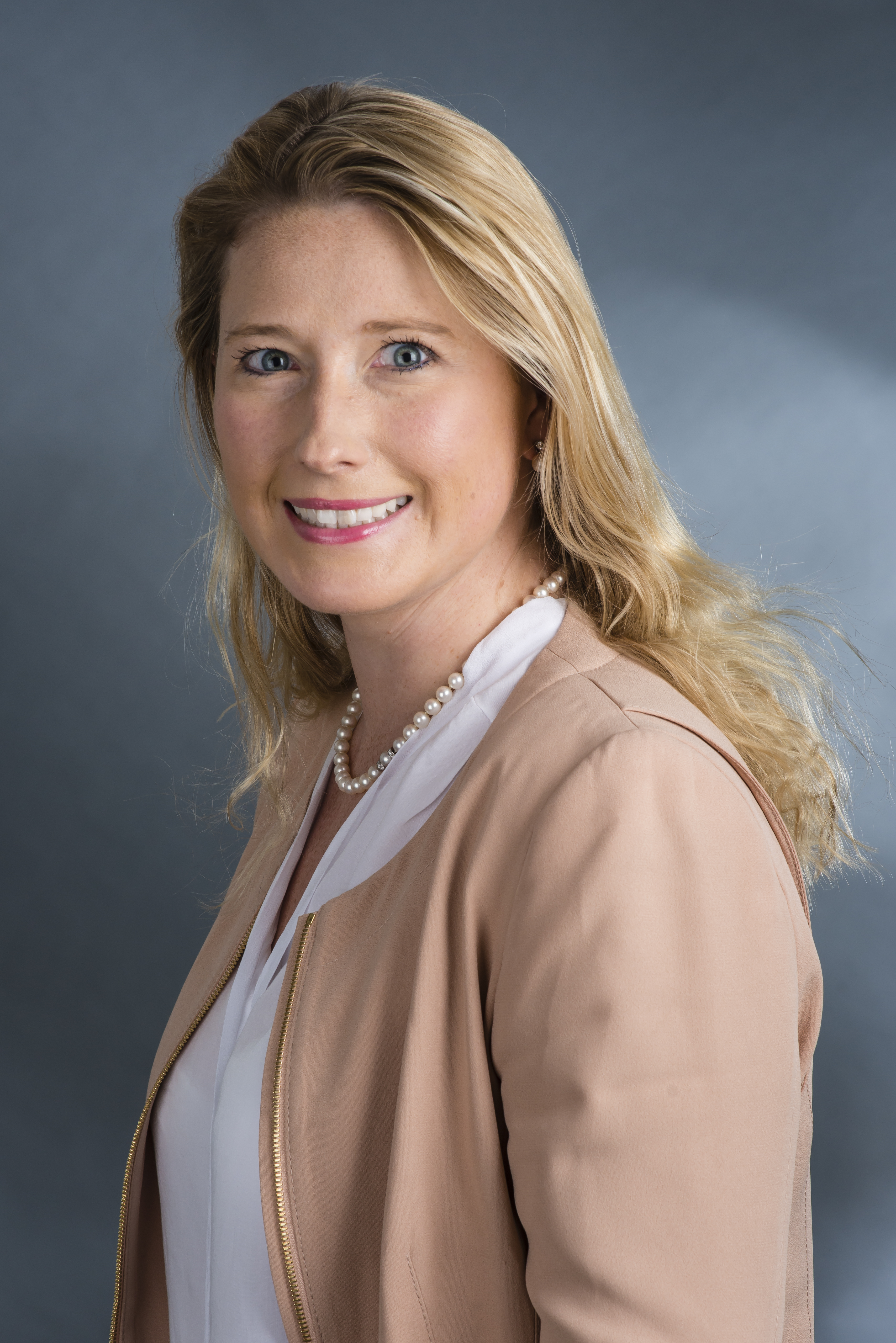
Lencke Wischhusen, die Spitzenkandidatin der Bremer FDP zur Bürgerschaftswahl 2015

Bei der Bürgerschaftswahl 2003 konnte die FDP insgesamt zwar nur 4,2 % (eine Steigerung um 1,7 Prozentpunkte) erzielen, doch durch das Überspringen der Fünf-Prozent-Hürde im Wahlbereich Bremerhaven konnte die Partei mit dem Bremerhavener Willy Wedler einen Abgeordneten in die Bürgerschaft entsenden.
Die Bürgerschaftswahl 2007 brachte der FDP ein Ergebnis von 6,0 Prozent und den Einzug der Partei in Fraktionsstärke mit fünf Abgeordneten; gegenüber der Wahl 2003 gewann die FDP also 1,8 Prozentpunkte und vier Sitze hinzu. Die Bürgerschaftswahl 2011 endete mit einem Verlust von 3,6 Prozentpunkten und einem Stimmenanteil von 2,4 Prozent. Weder in Bremen noch in Bremerhaven konnte die Fünf-Prozent-Hürde überwunden werden.
Insbesondere seit den 1980er Jahren ist in Bremen ein Rückgang der FDP-Wählerstimmen zu beobachten, während gleichzeitig ein Erstarken von SPD, Bündnis 90/Die Grünen und der Partei Die Linke festzustellen ist. Nach dem erneuten Ausscheiden der FDP aus der Bremischen Bürgerschaft 2011 folgte Hauke Hilz als Landesvorsitzender auf Oliver Möllenstädt.
Am 11. bzw. am 15. November 2014 wurden Hauke Hilz für Bremerhaven und die damals noch parteilose Lencke Wischhusen als FDP-Spitzenkandidaten für die Bürgerschaftswahl 2015 aufgestellt.
Bei der Bürgerschaftswahl in Bremen 2015 konnte die FDP ihr Ergebnis um 4,2 Prozentpunkten steigern und erzielte 6,6 Prozent. Damit war  sie mit sechs Abgeordneten vertreten. Im Laufe der Legislaturperiode trat Birgit Bergmann von der CDU-Fraktion zur FDP-Fraktion über. Bei den gleichzeitig stattfindenden Wahlen zu den Beiräten in Bremen konnte die FDP die Zahl ihrer Mandate auf 20 erhöhen. In Bremerhaven stellt die FDP drei Abgeordnete in der Stadtverordnetenversammlung.
Die Bürgerschaftswahl in Bremen 2019 brachte für die FDP 5,9 % (−0,7 %), auch wenn sie bei steigender Wahlbeteiligung absolut Wähler dazu gewinnen konnte. Das bedeutete fünf Mandate. Dazu erreichte die FDP 22 Mandate in den Beiräten und drei Mandate in der Bremerhavener Stadtverordnetenversammlung.
Bei der Bürgerschaftswahl in Bremen 2023 konnte die FDP erneut fünf Mandate gewinnen.

## Struktur

### Organisation
Die FDP Bremen gliedert sich in fünf Kreisverbände. Die Organe des Landesverbandes sind der Landesparteitag, der Landeshauptausschuss und der Landesvorstand. Die Betreuung der mittlerweile rund 500 Mitglieder (2021) erfolgt durch die Landesgeschäftsstelle in Bremen.

### Landesparteitag
Der Landesparteitag der FDP Bremen ist das oberste Beschlussorgan des Landesverbandes. Einmal jährlich innerhalb der ersten vier Monate tagt er als ordentlicher Landesparteitag. Die Resultate sind für den Landesverband, die Gliederungen und die Mitglieder bindend. Er umfasst 60 Delegierte, die nach einem Delegiertenschlüssel aus den Kreisverbänden gewählt werden.

### Landeshauptausschuss
Alle politischen und organisatorische Beschlüsse, die nicht auf dem Landesparteitag gefällt wurden, werden vom Landeshauptausschuss beschlossen. Der Landeshauptausschuss setzt sich aus 30 Mitgliedern der Kreisverbände zusammen.

### Landesvorstand
Der Landesvorstand führt die Entscheidungen des Landesparteitages und der Landeshauptausschüsse aus und führt den Landesverband. Der Landesvorstand besteht einerseits aus dem geschäftsführenden Vorstand sowie weiteren Beisitzern, die vom Landesparteitag gewählt wurden oder von Vorfeldorganisationen der Partei entsandt werden.
Die Mitglieder des aktuellen geschäftsführenden Landesvorstands sind:
| Amt                          | Name                            |
| ---------------------------- | ------------------------------- |
| Vorsitzender                 | Thore Schäck                    |
| Stellvertretende Vorsitzende | Bettina Schiller, Marko Miholic |
| Schatzmeister                | Volker Redder                   |
| Beisitzer                    | Henner Lothar, Marcel Schröder  |

### Landesvorsitzende
| Name                 | Amtszeit  |
| -------------------- | --------- |
| Fritz Entholt        | 1945      |
| Emil Lueken          | 1946      |
| Hans Meineke         | 1947–1950 |
| Hermann Wenhold      | 1952–1952 |
| Georg Borttscheller  | 1952–1968 |
| Ulrich Graf          | 1968–1974 |
| Horst-Jürgen Lahmann | 1974–1984 |
| Walter Ostendorff    | 1984–1986 |
| Claus Jäger          | 1986–1988 |
| Manfred Richter      | 1988–1995 |
| Peter Braun          | 1995–1999 |
| Claus Jäger          | 1999–2003 |
| Peter Bollhagen      | 2003–2006 |
| Uwe Woltemath        | 2006–2009 |
| Oliver Möllenstädt   | 2009–2011 |
| Hauke Hilz           | 2011–2020 |
| Thore Schäck         | seit 2020 |

### Landesfachausschüsse
Die politische Arbeit des Landesvorstandes wird durch den Landesfachausschüsse unterstützt. Folgende Landesfachausschüsse wurden vom Landesvorstand eingerichtet:
- Inneren und Recht
- Bildung
- Wirtschaft und Finanzen
- Bau und Verkehr
- Klima und Umwelt
- Arbeit und Soziales

### Landesschiedsgericht
Das Landesschiedsgericht ist ein Schlichtungsverfahren, das Streitigkeiten unter Mitgliedern schlichten soll, wenn in der untersten Gliederung keine Lösung gefunden werden kann.

### Kreisverbände
Die Bremer FDP gliedert sich in fünf Kreisverbände:
- Bremen-Links der Weser
- Bremen-Mitte/West
- Bremen-Nord
- Bremen-Ost
- Bremerhaven

### Vorfeldorganisationen
Eine Reihe von Organisationen steht der FDP Bremen nahe:
- Deutsche Gruppe der Liberal International e. V., Sektion Niedersachsen/Bremen[7]

- Friedrich-Naumann-Stiftung für die Freiheit
- Liberale Gesellschaft Bremen
- Junge Liberale Bremen
- Liberale Frauen Bremen
- Liberale Hochschulgruppe Bremen[8]
- Liberale Vielfalt Niedersachsen-Bremen
- Liberale Juristen Bremen
- Liberaler Mittelstand Bremen
- Liberale Schwule und Lesben Niedersachsen/Bremen
- Vereinigung Liberaler Ärzte e. V. Bremen[9]

## Mitgliederentwicklung

Mitgliederentwicklung 1990–2013

Am 31. Januar 1946 zählte die BDV 350 Mitglieder. Die Mitgliederzahl der FDP nahm bis in die 1970er Jahre stark zu und stieg in der Stadt Bremen auf über 800. Ähnlich wie die Partei auf Bundesebene verlor auch die FDP in Bremen seit Anfang der 1990er Jahre kontinuierlich Mitglieder.
| Jahr | Mitglieder |
| 1990 | 598        |
| 1991 | 622        |
| 1992 | 624        |
| 1993 | 615        |
| 1994 | 600        |
| 1995 | 558        |
| 1996 | 521        |
| 1997 | 500        |
| 1998 | 481        |
| 1999 | 455        |

| Jahr | Mitglieder |
| 2000 | 395        |
| 2001 | 382        |
| 2002 | 402        |
| 2003 | 400        |
| 2004 | 377        |
| 2005 | 388        |
| 2006 | 396        |
| 2007 | 421        |
| 2008 | 413        |
| 2009 | 454        |

| Jahr | Mitglieder |
| 2010 | 416        |
| 2011 | 374        |
| 2012 | 354        |
| 2013 | 297        |
| 2014 | 282        |
| 2015 | 309        |
| 2016 | 301        |
| 2017 | 358        |
| 2018 | 386        |
| 2019 | 413        |

## Regierungsbeteiligungen in Bremen
| Amtszeit  | Senat                                               | Senatoren (BDV, FDP) |
| --------- | --------------------------------------------------- | --- |
| 1945      | Senat Vagts SPD, BDV, KPD                           | Theodor Spitta Bürgermeister und Senator für Justiz Hermann Wenhold Finanzen (ab 13. Juni 1945) Ludwig Hillmann Bau (ab 13. Juni 1945) Hermann Apelt Wirtschaft, Häfen und Verkehr (ab 13. Juni 1945) |
| 1945–1946 | Senat Kaisen I SPD, BDV, KPD                        | Theodor Spitta Bürgermeister und Senator für Justiz Hermann Wenhold Finanzen (bis 30. März 1946) Ludwig Hillmann Bau Hermann Apelt Wirtschaft, Häfen und Verkehr |
| 1946–1948 | Senat Kaisen II SPD, BDV, KPD                       | Theodor Spitta Bürgermeister und Senator für Justiz, Verfassung und kirchliche Angelegenheiten Hermann Apelt Häfen, Schifffahrt, Wirtschaft und Arbeit (bis 17. Dezember 1946) |
| 1946–1951 | Senat Kaisen III SPD, BDV                           | Theodor Spitta Stellvertretender Präsident des Senats, Bürgermeister, Justiz, Verfassung und kirchliche Angelegenheiten Hans Meineke Gesundheit Hermann Apelt Häfen und Schifffahrt Erhard Heldmann Ernährung und Landwirtschaft (bis 14. September 1949) Hans Meineke Wohnungswesen                                         |
| 1951–1955 | Senat Kaisen IV SPD, FDP, CDU                       | Theodor Spitta Stellvertretender Präsident des Senats, Bürgermeister, Justiz, Verfassung und kirchliche Angelegenheiten Hermann Apelt Häfen, Schifffahrt und Verkehr Gustav Wilhelm Harmssen Wirtschaftsforschung und Außenhandel (bis 25. März 1953) Ludwig Helmken Wirtschaftsforschung und Außenhandel (ab 25. März 1953) |
| 1955–1959 | Senat Kaisen V SPD, FDP, CDU                        | Wilhelm Nolting-Hauff Finanzen Ludwig Helmken Außenhandel |
| 1959–1963 | Senat Kaisen VI SPD, FDP                            | Ulrich Graf Justiz und Verfassung Wilhelm Nolting-Hauff Finanzen (bis 9. Mai 1962) Johann Diedrich Noltenius Finanzen (ab 9. Mai 1962) Georg Borttscheller Häfen, Schifffahrt und Verkehr |
| 1963–1965 | Senat Kaisen VII SPD, FDP                           | Ulrich Graf Justiz, Verfassung und kirchliche Angelegenheiten Johann Diedrich Noltenius Finanzen Georg Borttscheller Häfen, Schifffahrt und Verkehr |
| 1965–1967 | Senat Dehnkamp SPD, FDP                             | Ulrich Graf Justiz, Verfassung und kirchliche Angelegenheiten Johann Diedrich Noltenius Finanzen (bis 19. Januar 1966) Georg Borttscheller Häfen, Schifffahrt und Verkehr Rolf Speckmann Finanzen (ab 19. Januar 1966) |
| 1967–1971 | Senat Koschnick I SPD, FDP                          | Ulrich Graf Justiz, Verfassung und kirchliche Angelegenheiten Rolf Speckmann Finanzen (bis 1. Juni 1971) Georg Borttscheller Häfen, Schifffahrt und Verkehr |
| 1991–1995 | Senat Wedemeier III SPD, FDP, Bündnis 90/Die Grünen | Claus Jäger Stellvertretender Präsident des Senats, Bürgermeister (bis 2. November 1993), Wirtschaft, Mittelstand und Technologie Friedrich van Nispen Inneres und Sport |

## Bürgerschaftsfraktionen

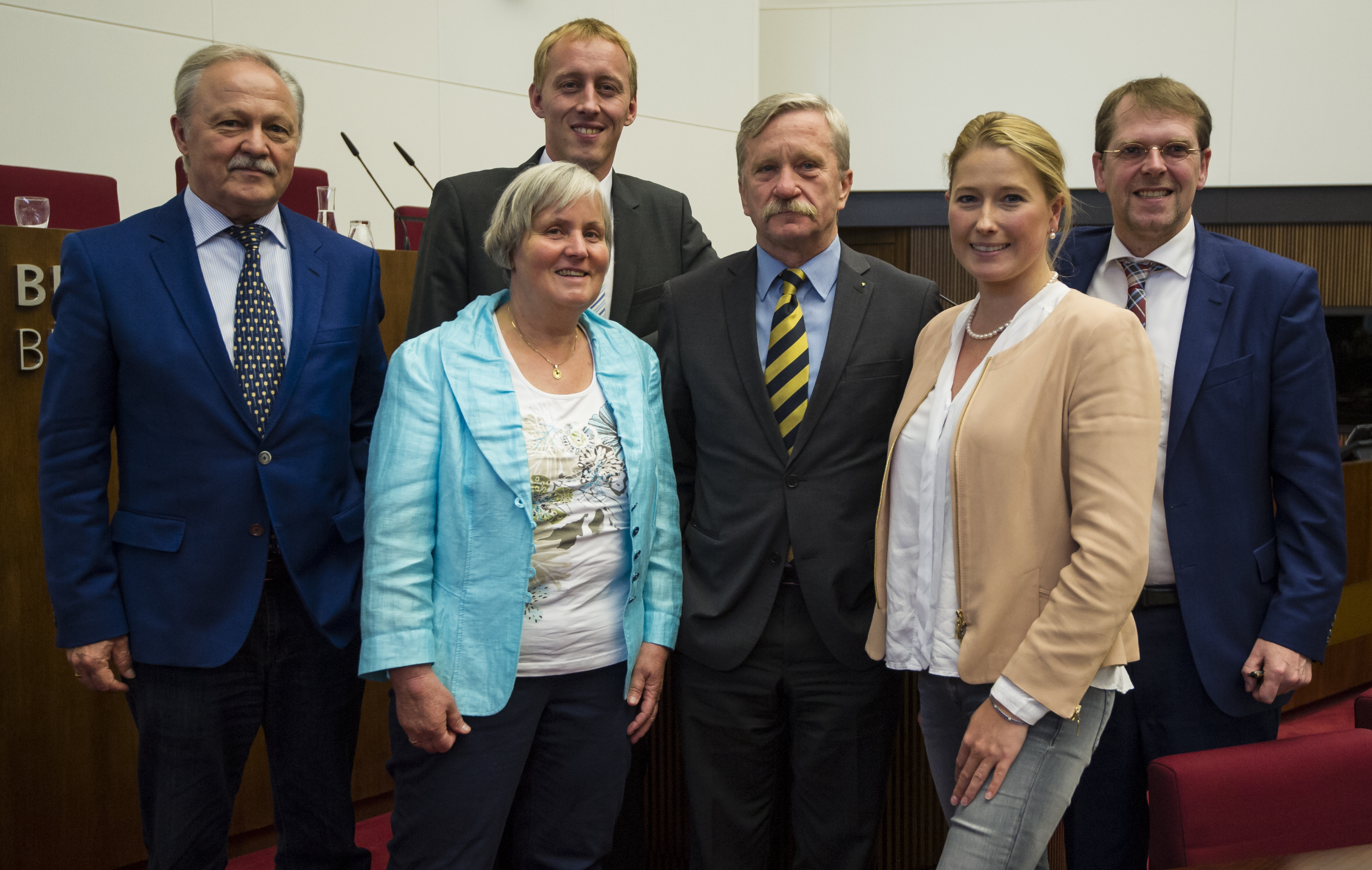
Bürgerschaftsfraktion 2015–2019 (v. l.): Rainer Buchholz, Julie Kohlrausch, Hauke Hilz, Peter Zenner, Lencke Wischhusen und Magnus Buhlert

Die BDV-Fraktion bestand in der Ernannten Bremischen Bürgerschaft ab 6. April 1946 aus 20 Mitgliedern.
| Abgeordneter            | Funktion in der Fraktion |
| ----------------------- | ------------------------ |
| Hermann Apelt           | Senator                  |
| Friedrich Behrens       |                          |
| Hermann Borchers        |                          |
| Albert Bote             | Fraktionsvorsitzender    |
| Fritz Entholt           |                          |
| Erhard Heldmann         |                          |
| August Hitzfeld         |                          |
| Heinrich Hollmann       | Schriftführer            |
| Alfred Kirchhoff        |                          |
| Franz Kommer            |                          |
| Karl-Heinz Lange        |                          |
| Johann Meierdierks      |                          |
| Walter Müller           |                          |
| Bernhard Noltenius      |                          |
| Richard Pürschel        |                          |
| Friedrich Schulze       |                          |
| Theodor Spitta          | Senator                  |
| Friedrich Wehner        |                          |
| Martin-Heinrich Wilkens |                          |
| Julius-Heinrich Wimmer  |                          |

Die BDV-Fraktion bestand in der Bremischen Bürgerschaft ab November 1946 aus zwölf Mitgliedern.
| Abgeordneter       | Funktion in der Fraktion                        |
| ------------------ | ----------------------------------------------- |
| Hermann Apelt      | Mandat ruhte, da Senator                        |
| Friedrich Behrens  |                                                 |
| Albert Bote        | Fraktionsvorsitzender                           |
| Johann Fehrmann    | für Bremerhaven ab 13. Februar 1947             |
| Gustav Grabau      | ab 13. Februar 1947                             |
| Erhard Heldmann    | Mandat ruhte bis 14. September 1949, da Senator |
| Heinrich Hollmann  | ab 13. Februar 1947 Fraktionsvorsitzender       |
| Elly Ley           |                                                 |
| Emil Lueken        | Stellv. Fraktionsvorsitzender                   |
| Walter Neumann     | für Bremerhaven ab 13. Februar 1947             |
| Bernhard Noltenius |                                                 |
| Friedrich Schulze  | ab 10. April 1947 CDU, Vizepräsident            |
| Theodor Spitta     | Mandat ruhte, da Senator                        |
| Paul Stepbach      | für Bremerhaven, ab 13. Februar 1947 FDP        |

Die BDV/FDP-Fraktion bestand in der Bremischen Bürgerschaft 1947 aus 17 Mitgliedern.
| Abgeordneter            | Funktion in der Fraktion                                            |
| ----------------------- | ------------------------------------------------------------------- |
| Hermann Apelt           | Mandat ruhte, da Senator                                            |
| Friedrich Behrens       |                                                                     |
| Wilhelm Beuke           | ab 5. Februar 1948 für Ehrhard Heldmann                             |
| Johann Blöcker          |                                                                     |
| Albert Bote             | Fraktionsvorsitzender                                               |
| Johann Bothe            |                                                                     |
| Diedrich Chairsell      | ab 5. Februar 1948 für Hans Meineke                                 |
| Kurt Entholt            |                                                                     |
| Gertrud Harms           |                                                                     |
| Erhard Heldmann         | Mandat ruhte von 5. Februar 1948 bis 14. September 1949, da Senator |
| Johann Landsberg        |                                                                     |
| Elly Ley                |                                                                     |
| Hugo Lische             |                                                                     |
| Diedrich Lübben         | wahrscheinlich nicht                                                |
| Emil Lueken             |                                                                     |
| Elisabeth Lürssen       |                                                                     |
| Hans Meineke            | Mandat ruhte ab 22. Januar 1948, da Senator                         |
| Walter Neumann          | nur Landtag                                                         |
| Bernhard Noltenius      |                                                                     |
| Johann Schnittker       |                                                                     |
| Theodor Spitta          | Mandat ruhte da, Senator                                            |
| Friedrich Steffens      |                                                                     |
| Friedrich-Wilhelm Weber |                                                                     |

Die FDP-Fraktion bestand in der Bremischen Bürgerschaft 1951 aus zwölf Mitgliedern.
| Abgeordneter            | Funktion in der Fraktion                                                                  |
| ----------------------- | ----------------------------------------------------------------------------------------- |
| Hermann Apelt           | Mandat ruhte, da Senator                                                                  |
| Friedrich Behrens       |                                                                                           |
| Georg Borttscheller     | Fraktionsvorsitzender ab 1954                                                             |
| Kurt Entholt            | 1951/52 stellv. Fraktionsvorsitzender, Januar 1952 bis Oktober 1953 Fraktionsvorsitzender |
| Hans Erbe               | ab 15. April 1953 für Ludwig Helmken, verstorben am 22. November 1953                     |
| Ulrich Graf             |                                                                                           |
| Gertrud Harms           | Vizepräsidentin, Mandat bis 26. März 1953 (Verzicht)                                      |
| Gustav Wilhelm Harmssen | Mandat ruhte, da Senator                                                                  |
| Ludwig Helmken          | Mandat ruhte bis 25. März 1953, da Senator, danach ausgeschieden                          |
| Georg Knauer            | bis 29. November 1951 für Hans Meineke, ab 26. März 1953 für Gertrud Harms                |
| Elly Ley                | ab 15. April 1953 Vizepräsidentin                                                         |
| Hans Meineke            | ab 29. November 1951 für Georg Knauer, Stellv. Fraktionsvorsitzender                      |
| Walter Neumann          |                                                                                           |
| Heinz-Georg Rehberg     | Stellv. Fraktionsvorsitzender, von Oktober 1953 bis Januar 1954 Fraktionsvorsitzender     |
| Franz Schlunk           | ab April 1954 SPD-Hospitant                                                               |
| Rolf Seggel             | ab 16. Dezember 1953 für Hans Erbe                                                        |
| Theodor Spitta          | Mandat ruhte, da Senator                                                                  |
| Hermann Wenhold         | Fraktionsvorsitzender bis 20. Januar 1952                                                 |

Die FDP-Fraktion bestand in der Bremischen Bürgerschaft 1955 aus acht Mitgliedern.
| Abgeordneter          | Funktion in der Fraktion                                                   |
| --------------------- | -------------------------------------------------------------------------- |
| Friedrich Behrens     | Mandat ruhte, da Senator                                                   |
| Georg Borttscheller   | Fraktionsvorsitzender                                                      |
| Werner Ehrich         |                                                                            |
| Ulrich Graf           |                                                                            |
| Ludwig Helmken        | Mandat ruhte, da Senator                                                   |
| J. Heinrich Kramer    | nur Landtag                                                                |
| Elly Ley              |                                                                            |
| Johann Georg Lohmann  | ab 5. Oktober 1956 für Rolf Seggel                                         |
| Walter Neumann        | bis 29. November 1951 für Hans Meineke, ab 26. März 1953 für Gertrud Harms |
| Wilhelm Nolting-Hauff | Mandat ruhte, da Senator                                                   |
| Heinz-Georg Rehberg   | Stellv. Fraktionsvorsitzender                                              |
| Rolf Seggel           | bis 24. September 1956 (Verzicht)                                          |

Die FDP-Fraktion bestand in der Bremischen Bürgerschaft 1959 aus sieben Mitgliedern. Während der Legislaturperiode wechselten zwei DP-Abgeordnete zur FDP.
| Abgeordneter          | Funktion in der Fraktion                                                  |
| --------------------- | ------------------------------------------------------------------------- |
| Friedrich Behrens     |                                                                           |
| Georg Borttscheller   | Mandat ruhte, da Senator                                                  |
| Werner Ehrich         | Stellv. Fraktionsvorsitzender, ab 19. Dezember 1959 Fraktionsvorsitzender |
| Otto Friedel          | nur Landtag, ab 1961 FDP                                                  |
| Ulrich Graf           | Mandat ruhte, da Senator                                                  |
| Walter Hauptmann      | Übertritt zur FDP                                                         |
| Ludwig Helmken        |                                                                           |
| J. Heinrich Kramer    | nur Landtag                                                               |
| Elly Ley              |                                                                           |
| Johanne Lohmann       |                                                                           |
| Wilhelm Nolting-Hauff | Mandat ruhte, da Senator bis 9. Mai 1962                                  |
| Walter Ostendorff     | ab 4. Januar 1960 für Georg Borttscheller                                 |
| Hans Otto             | ab Dezember 1959 Stellv. Fraktionsvorsitzender                            |
| Rolf Speckmann        | ab 23. Dezember 1959 für Ulrich Graf                                      |

Die FDP-Fraktion bestand in der Bremischen Bürgerschaft 1963 aus acht Mitgliedern.
| Abgeordneter              | Funktion in der Fraktion                     |
| ------------------------- | -------------------------------------------- |
| Friedrich Behrens         |                                              |
| Georg Borttscheller       | Mandat ruhte, da Senator                     |
| Werner Ehrich             | Fraktionsvorsitzender                        |
| Ulrich Graf               | Mandat ruhte, da Senator                     |
| Harry John                |                                              |
| J. Heinrich Kramer        | ausgeschieden am 4. November 1963            |
| Johanne Lohmann           | Stellv. Fraktionsvorsitzende                 |
| Johann Diedrich Noltenius | Mandat ruhte bis 19. Januar 1966, da Senator |
| Walter Ostendorff         |                                              |
| Hans Otto                 | ab 4. November 1963 für J. Heinrich Kramer   |
| Eugen Schade              | ab 25. Januar 1966 für Rolf Speckmann        |
| Paul-Heinz Schubert       |                                              |
| Rolf Speckmann            | bis 19. Januar 1966, danach Senator          |

Die FDP-Fraktion bestand in der Bremischen Bürgerschaft 1967 aus zehn Mitgliedern.
| Abgeordneter              | Funktion in der Fraktion                                                     |
| ------------------------- | ---------------------------------------------------------------------------- |
| Georg Borttscheller       | Senator bis 2. Juni 1971,                                                    |
| Rudolf L. Ernst           | bis 30. September 1970 (Verzicht)                                            |
| Ulrich Graf               | Senator bis 2. Juni 1971,                                                    |
| Georg von Groeling-Müller |                                                                              |
| Walter Hauptmann          | Stellv. Fraktionsvorsitzender                                                |
| Harry John                | ab 1969 Fraktionsvorsitzender                                                |
| Günter Kuhnert            | bis 2. Juni 1971                                                             |
| Friedrich Lienhoop        |                                                                              |
| Georg Oltmanns            | für Bremerhaven                                                              |
| Walter Ostendorff         |                                                                              |
| Eugen Schade              | ab 5. Oktober 1970 für Ernst, bis 2. Juni 1971 (erloschen), Nachfolger: Graf |
| Paul-Heinz Schubert       | 1967 bis 1969 Fraktionsvorsitzender, ab 1970 Hospitant bei der CDU           |
| Eva Schütte               |                                                                              |
| Rolf Speckmann            | Senator bis 1. Juni 1971                                                     |

Die FDP-Fraktion bestand in der Bremischen Bürgerschaft 1971 aus sieben Mitgliedern.
| Abgeordneter         | Funktion in der Fraktion      |
| -------------------- | ----------------------------- |
| Georg Borttscheller  |                               |
| Friedrich Franz      |                               |
| Harry John           | Fraktionsvorsitzender         |
| Günter Kuhnert       |                               |
| Horst Jürgen Lahmann |                               |
| Walter Ostendorff    | Stellv. Fraktionsvorsitzender |
| Eva Schütte          |                               |

Die FDP-Fraktion bestand in der Bremischen Bürgerschaft 1975 aus 13 Mitgliedern.
| Abgeordneter              | Funktion in der Fraktion                                   |
| ------------------------- | ---------------------------------------------------------- |
| Friedrich Franz           | verstorben am 8. Dezember 1978                             |
| Georg von Groeling-Müller |                                                            |
| Peter Henschen            | ab 19. April 1977 für Harry John                           |
| Gisela Hüller             |                                                            |
| Heinz Illigner            |                                                            |
| Harry John                | verstorben am 7. April 1977, Stellv. Fraktionsvorsitzender |
| Heinz Krahmer             | ausgeschieden am 1. Februar 1979                           |
| Wulf Traugott Kruse       | ausgeschieden am 16. Dezember 1976                         |
| Günter Kuhnert            |                                                            |
| Horst-Jürgen Lahmann      | Fraktionsvorsitzender                                      |
| Walter Ostendorff         | Stellv. Fraktionsvorsitzender                              |
| Manfred Richter           | ab 19. Dezember 1978 für Friedrich Franz                   |
| Ernst-Georg Schmidt       | ab 15. Februar 1979 für Heinz Krahmer                      |
| Ernst von Schönfeldt      | Stellv. Fraktionsvorsitzender                              |
| Eva Schütte               |                                                            |
| Rolf Storm                | ab 22. Dezember 1976 für Wulf Traugott Kruse               |
| Karl Weißenborn           |                                                            |

Die FDP-Fraktion bestand in der Bremischen Bürgerschaft 1979 aus 13 Mitgliedern.
| Abgeordneter              | Funktion in der Fraktion               |
| ------------------------- | -------------------------------------- |
| Georg von Groeling-Müller | ab 24. November 1982 für Karl Holl     |
| Karl Holl                 | ausgeschieden am 10. November 1982     |
| Gisela Hüller             |                                        |
| Heinz Illgner             | ausgeschieden am 14. Dezember 1979     |
| Claus Jäger               | Stellv. Fraktionsvorsitzender          |
| Günter Kuhnert            |                                        |
| Horst-Jürgen Lahmann      | Fraktionsvorsitzender                  |
| Harald Neujahr            | ab 27. Dezember 1979 für Heinz Illgner |
| Walter Ostendorff         | Stellv. Fraktionsvorsitzender          |
| Manfred Richter           |                                        |
| Ernst von Schönfeldt      |                                        |
| Uwe Schröder              | bis November 1982, dann GUL            |
| Heinrich Welke            |                                        |

Die FDP Bremen ist nach der Wahl 1983 nicht in der Bürgerschaft vertreten gewesen.
Die FDP-Fraktion bestand in der Bremischen Bürgerschaft 1987 aus zehn Mitgliedern.
| Abgeordneter           | Funktion in der Fraktion      |
| ---------------------- | ----------------------------- |
| Peter Bollhagen        |                               |
| Claus Jäger            | Fraktionsvorsitzender         |
| Fred Jungclaus         |                               |
| Günter Kuhnert         |                               |
| Harald Neujahr         |                               |
| Friedrich van Nispen   |                               |
| Annegret Pautzke       |                               |
| Ernst-Georg Schmidt    |                               |
| Annelene von Schönfeld |                               |
| Heinrich Welke         | Stellv. Fraktionsvorsitzender |
| Klaus Ziegler          |                               |

Die FDP-Fraktion bestand in der Bremischen Bürgerschaft 1991 aus zehn Mitgliedern.
| Abgeordneter           | Funktion in der Fraktion                                                    |
| ---------------------- | --------------------------------------------------------------------------- |
| Axel Adamietz          |                                                                             |
| Rudolf Bohne           | ab 17. November 1994 für Bollhagen                                          |
| Peter Bollhagen        | ab 11. Dezember 1991 für Claus Jäger, bis 8. November 1994 (Verzicht)       |
| Peter Braun            |                                                                             |
| Magnus Buhlert         | ab 7. April 1992 für Merve Pagengardt                                       |
| Rudolf Heise           | ab 4. Januar 1993 für Fred Jungclaus                                        |
| Claus Jäger            | bis 11. Dezember 1991, danach Senator                                       |
| Fred Jungclaus         | bis 13. Dezember 1992 (†)                                                   |
| Harald Neujahr         | Stellv. Fraktionsvorsitzender                                               |
| Friedrich van Nispen   | bis 11. Dezember 1991, danach Senator                                       |
| Merve Pagenhardt       | ab 11. Dezember 1991 für Friedrich van Nispen, bis 30. März 1992 (Verzicht) |
| Annegret Pautzke       |                                                                             |
| Annelene von Schönfeld | Schriftführerin                                                             |
| Heinrich Welke         | Fraktionsvorsitzender                                                       |
| Klaus Ziegler          |                                                                             |

Die FDP Bremen war nach den Bürgerschaftswahlen 1995 und 1999 nicht in der Bürgerschaft vertreten.
Bei der Bürgerschaftswahl 2003 gelang es der FDP nur in Bremerhaven, die Fünf-Prozent-Hürde zu überschreiten, dadurch war sie mit einem Abgeordneten in der Bremischen Bürgerschaft vertreten.
| Abgeordneter | Funktion in der Fraktion |
| ------------ | ------------------------ |
| Willy Wedler | nur Landtag              |

Die FDP-Fraktion bestand in der Bremischen Bürgerschaft 2007 aus fünf Mitgliedern.
| Abgeordneter       | Funktion in der Fraktion        |
| ------------------ | ------------------------------- |
| Magnus Buhlert     |                                 |
| Mark Ella          |                                 |
| Oliver Möllenstädt |                                 |
| Bernd Richter      | nur Landtag                     |
| Uwe Woltemath      | seit 9. Dezember 2010 parteilos |

Die FDP Bremen war nach der Bürgerschaftswahl 2011 nicht in der Bürgerschaft vertreten.
Die FDP-Fraktion bestand in der Bremischen Bürgerschaft 2015 aus sechs (sieben) Mitgliedern.
| Abgeordneter      | Funktion in der Fraktion                        |
| ----------------- | ----------------------------------------------- |
| Rainer Buchholz   |                                                 |
| Magnus Buhlert    |                                                 |
| Hauke Hilz        | nur Landtag                                     |
| Julie Kohlrausch  |                                                 |
| Lencke Wischhusen | Fraktionsvorsitzende                            |
| Peter Zenner      |                                                 |
| Birgit Bergmann   | Wechselte von der CDU-Fraktion zur FDP-Fraktion |

Die FDP-Fraktion bestand in der Bremischen Bürgerschaft 2019 aus fünf Mitgliedern.
| Abgeordneter      | Funktion in der Fraktion |
| ----------------- | ------------------------ |
| Birgit Bergmann   |                          |
| Magnus Buhlert    |                          |
| Hauke Hilz        | nur Landtag              |
| Thore Schäck      |                          |
| Lencke Wischhusen | Fraktionsvorsitzende     |

Die FDP-Fraktion besteht in der Bremischen Bürgerschaft seit 2023 aus fünf Mitgliedern.
| Abgeordneter    | Funktion in der Fraktion                       |
| --------------- | ---------------------------------------------- |
| Gökhan Akkamis  | nur Landtag; nachgerückt am 1. November 2024   |
| Hauke Hilz      | nur Landtag; ausgeschieden am 31. Oktober 2024 |
| Ole Humpich     |                                                |
| Thore Schäck    | Fraktionsvorsitzender                          |
| Marcel Schröder |                                                |
| Fynn Voigt      |                                                |

### Fraktionsvorsitzende in der Bremischen Bürgerschaft
| Name                 | Amtszeit                               | Wahlperiode                              |
| -------------------- | -------------------------------------- | ---------------------------------------- |
| Albert Bote          | 17. April 1946 bis 12. Oktober 1951    | Ernannte Bürgerschaft, 1.–2. Wahlperiode |
| Hermann Wenhold      | 13. Oktober 1951 bis 20. Januar 1952   | 3. Wahlperiode                           |
| Kurt Entholt         | 20. Januar 1952 bis 19. Oktober 1953   | 3. Wahlperiode                           |
| Heinz-Georg Rehberg  | 19. Oktober 1953 bis 8. Januar 1954    | 3. Wahlperiode                           |
| Georg Borttscheller  | 8. Januar 1954 bis 19. Dezember 1959   | 3.–5. Wahlperiode                        |
| Werner Ehrich        | 19. Dezember 1959 bis 12. Oktober 1967 | 5.–6. Wahlperiode                        |
| Paul-Heinz Schubert  | 13. Oktober 1967 bis 12. Oktober 1971  | 7. Wahlperiode                           |
| Harry John           | 13. Oktober 1971 bis 12. Oktober 1975  | 8. Wahlperiode                           |
| Horst-Jürgen Lahmann | 13. Oktober 1975 bis 12. Oktober 1983  | 9.–10. Wahlperiode                       |
| Claus Jäger          | 13. Oktober 1987 bis 21. Dezember 1991 | 12.–13. Wahlperiode                      |
| Heinrich Welke       | 22. Dezember 1991 bis 6. Juni 1995     | 13. Wahlperiode                          |
| Uwe Woltemath        | 7. Juni 2007 bis 6. September 2010     | 17. Wahlperiode                          |
| Oliver Möllenstädt   | 6. September 2010 bis 6. Juni 2011     | 17. Wahlperiode                          |
| Lencke Wischhusen    | 8. Juni 2015 bis 28. Juni 2023         | 19.–20. Wahlperiode                      |
| Thore Schäck         | seit 29. Juni 2023                     | 21. Wahlperiode                          |

## Wahlergebnisse

### Ergebnisse bei Bürgerschaftswahlen
| Jahr | Wahl                       | Landesergebnis | Veränderung |
| ---- | -------------------------- | -------------- | ----------- |
| 1946 | 1. Bremische Bürgerschaft  | 18,3 % 1       | –           |
| 1947 | 2. Bremische Bürgerschaft  | 19,4 % 1       | +1,1        |
| 1951 | 3. Bremische Bürgerschaft  | 11,8 %         | −7,6        |
| 1955 | 4. Bremische Bürgerschaft  | 8,6 %          | −3,2        |
| 1959 | 5. Bremische Bürgerschaft  | 7,2 %          | −1,4        |
| 1963 | 6. Bremische Bürgerschaft  | 8,4 %          | +1,2        |
| 1967 | 7. Bremische Bürgerschaft  | 10,5 %         | +2,1        |
| 1971 | 8. Bremische Bürgerschaft  | 7,1 %          | −3,4        |
| 1975 | 9. Bremische Bürgerschaft  | 13,0 %         | +5,9        |
| 1979 | 10. Bremische Bürgerschaft | 10,7 %         | −2,3        |
| 1983 | 11. Bremische Bürgerschaft | 4,6 %          | −6,1        |
| 1987 | 12. Bremische Bürgerschaft | 10,0 %         | +5,4        |
| 1991 | 13. Bremische Bürgerschaft | 9,5 %          | −0,5        |
| 1995 | 14. Bremische Bürgerschaft | 3,4 %          | −6,1        |
| 1999 | 15. Bremische Bürgerschaft | 2,5 %          | −0,9        |
| 2003 | 16. Bremische Bürgerschaft | 4,2 %          | +1,7        |
| 2007 | 17. Bremische Bürgerschaft | 6,0 %          | +1,8        |
| 2011 | 18. Bremische Bürgerschaft | 2,4 %          | −3,6        |
| 2015 | 19. Bremische Bürgerschaft | 6,6 %          | +4,2        |
| 2019 | 20. Bremische Bürgerschaft | 5,9 %          | −0,7        |
| 2023 | 21. Bremische Bürgerschaft | 5,1 %          | −0,8        |

### Wahlergebnisse bei Bundestagswahlen
| Jahr | Wahl                    | Landesergebnis | Bundesschnitt |
| ---- | ----------------------- | -------------- | ------------- |
| 1949 | 1. Deutscher Bundestag  | 12,9 %         | 11,9 %        |
| 1953 | 2. Deutscher Bundestag  | 7,5 %          | 9,5 %         |
| 1957 | 3. Deutscher Bundestag  | 5,8 %          | 7,7 %         |
| 1961 | 4. Deutscher Bundestag  | 15,2 %         | 12,8 %        |
| 1965 | 5. Deutscher Bundestag  | 11,7 %         | 9,5 %         |
| 1969 | 6. Deutscher Bundestag  | 9,3 %          | 5,8 %         |
| 1972 | 7. Deutscher Bundestag  | 11,1 %         | 8,4 %         |
| 1976 | 8. Deutscher Bundestag  | 11,8 %         | 7,9 %         |
| 1980 | 9. Deutscher Bundestag  | 15,1 %         | 10,6 %        |
| 1983 | 10. Deutscher Bundestag | 6,5 %          | 7,0 %         |
| 1987 | 11. Deutscher Bundestag | 8,8 %          | 9,1 %         |
| 1990 | 12. Deutscher Bundestag | 12,8 %         | 11,0 %        |
| 1994 | 13. Deutscher Bundestag | 7,2 %          | 6,9 %         |
| 1998 | 14. Deutscher Bundestag | 5,9 %          | 6,2 %         |
| 2002 | 15. Deutscher Bundestag | 6,7 %          | 7,4 %         |
| 2005 | 16. Deutscher Bundestag | 8,1 %          | 9,8 %         |
| 2009 | 17. Deutscher Bundestag | 10,6 %         | 14,6 %        |
| 2013 | 18. Deutscher Bundestag | 3,4 %          | 4,8 %         |
| 2017 | 19. Deutscher Bundestag | 9,3 %          | 10,7 %        |
| 2021 | 20. Deutscher Bundestag | 9,3 %          | 11,5 %        |
| 2025 | 21. Deutscher Bundestag | 3,5 %          | 4,3 %         |

### Wahlergebnisse bei Europawahlen
| Jahr | Wahl          | Landesergebnis | Bundesschnitt |
| ---- | ------------- | -------------- | ------------- |
| 1979 | 1. Europawahl | 8,3 %          | 6,0 %         |
| 1984 | 2. Europawahl | 4,5 %          | 4,8 %         |
| 1989 | 3. Europawahl | 7,0 %          | 5,6 %         |
| 1994 | 4. Europawahl | 4,6 %          | 4,1 %         |
| 1999 | 5. Europawahl | 2,9 %          | 3,0 %         |
| 2004 | 6. Europawahl | 6,3 %          | 6,1 %         |
| 2009 | 7. Europawahl | 8,9 %          | 11,0 %        |
| 2014 | 8. Europawahl | 3,3 %          | 3,4 %         |
| 2019 | 9. Europawahl | 4,7 %          | 5,4 %         |